# Титулы го (Китай)
Титулы го в Китае — особые звания, присуждаемые сильнейшим китайским профессиональным игрокам в го за определённые спортивные достижения. Рекордсменом по количеству завоёванных титулов в Китае является Гу Ли.

## Основные титулы
- Минжэнь (кит. 名人) — аналог японского титула Мэйдзин, спонсируемый компанией Zhongguo Qiyuan. Призовой фонд составляет 25000Ұ/$3000. Текущим обладателем титула является Цзян Вэйцзе[1].
- Тяньюань (кит. 天元) — аналог титула Тэнгэн, спонсируемый Zhongguo Qiyuan, изданиями New People’s Evening News и New People’s Weiqi Monthly Magazine. Призовой фонд титула — 50000Ұ/$6000. Текущий обладатель титула — Чэнь Яое[2].
- Кубок Чжанци (кит. 倡棋杯) — турнир, спонсируемый Zhongguo Qiyuan. Призовой фонд составляет 400000Ұ/$49500.

## Малые титулы
- Кубок Лигуан (кит. 理光杯) — титул, спонсируемый компанией Ricoh. Призовой фонд составляет 80000Ұ/$9700. Обладателем титула на данный момент является Кун Цзе[3].
- Кубок CCTV — турнир, спонсируемый CCTV. Призовой фонд — 80000Ұ/$9700. Текущий обладатель — Чэнь Яое[4].
- Синьжэнь-ван (кит. 新人王) — турнир для молодых игроков до 20 лет (до 2007 года — до 30 лет) рейтингом до 7 дана. Спонсором титула является компания Shanhai Qiyuan. Призовой фонд — 20000Ұ/$2400. Текущий обладатель — Фань Тинъюй[5].
- Китайский Чемпионат по го
- National Sports Mass Meeting
- Кубок Ланькэ

## Быстрое го
- Кубок NEC — турнир, спонсируемый компанией NEC. Призовой фонд - 200000Ұ/$24000[6].
- Кубок Ахань Туншань (кит. 阿含桐山杯) — турнир — аналог японского кубка Agon, спонсируемый Agon Shu. Призовой фонд — 15000Ұ/$1800[7].
- Юго-западный Циван (кит. 西南王) — титул, спонсируемый Гюцзин. Контроль времени — 30 секунд на ход. Призовой фонд составляет 30000Ұ/$3600[8].

## Ранее существовавшие титулы
- Баван
- Всекитайский чемпионат
- Дагошоу
- Five Cows Cup
- Кубок Дружбы
- Кубок Лэбайши
- Кубок Наньфан
- Кубок NEC Синьсюй
- New Sports Cup
- New Physical Education Cup
- Цишэн
- Циван
- Top Ten
- Кубок Юнда

## Женские титулы
- Женский китайский го титул (Female Weiqi Title) — турнир, спонсируемый Году.
- Кубок Сянье
- Кубок Байлин
- Женский Синьжэнь-ван

## Игроки с наибольшим количеством титулов
| №   | Игрок      | Всего | Участие в финале | Международные |
| --- | ---------- | ----- | ---------------- | ------------- |
| 1   | Гу Ли      | 48    | 16               | 7             |
| 2   | Ма Сяочунь | 40    | 23               | 2             |
| 3   | Чан Хао    | 28    | 25               | 3             |
| 4   | Не Вэйпин  | 21    | 14               | 0             |
| 5   | Кун Цзе    | 18    | 10               | 6             |
| 6   | Чжоу Хэян  | 12    | 15               | 1             |
| 7-8 | Юй Бинь    | 10    | 19               | 3             |
| 7-8 | Цю Цзюнь   | 10    | 6                | 0             |
| 9-t | Лю Сяогуан | 8     | 12               | 0             |
| 9-t | Ван Си     | 8     | 6                | 1             |
| 11  | Чэнь Яое   | 7     | 6                | 0             |
| 12  | Гу Линъи   | 6     | 3                | 0             |